# Évires
Évires est une ancienne commune française située dans le département de la Haute-Savoie, en région Auvergne-Rhône-Alpes.
Au 1er janvier 2017, elle est regroupée avec Avernioz, Thorens-Glières, Les Ollières et Saint-Martin-Bellevue pour former la commune nouvelle de Fillière.

## Géographie
Évires est une commune classée en zone montagne avec une altitude moyenne de 774 m (min. 593 m, max. 955 m).
Le col d'Évires (810 m), emprunté par la route nationale et l'autoroute A410, marque la ligne de partage des eaux entre le bassin versant de l'Arve (bassin économique de la vallée de l'Arve et de Genève) et celui du Fier (bassin économique d'Annecy). La ligne de chemin de fer d'Aix-les-Bains-Le Revard à Annemasse passe à cet endroit en souterrain. Le climat y est très rigoureux en hiver à cause de sa situation entre les deux grandes vallées ce qui engendre beaucoup de courants d'air.
La commune est traversée par sept ruisseaux (le Courtet, le Grand Verray, le Mallessert, le Moulin, les Povrets, la Querche et les Sauffres) et le Daudens, un affluent de la Filière.

## Toponymie
Évires est dérivé du gaulois « eve » (eau), le nom est déjà mentionné en 1273, mais aussi « Aquaria in Bornis » et « Cura de Aquaria » vers 1344. Le sol de la commune est gorgé d'eau à cause de la présence de terres argileuses.
En francoprovençal, le nom de la commune s'écrit Évire, selon la graphie de Conflans.

## Histoire
Les voies : située sur le parcours entre Boutae (Annecy) et Genève, une voie romaine traversait autrefois la commune par le hameau de Chaumet. Au XVIIIe siècle, une nouvelle voie relie La Roche-sur-Foron à Cruseilles et passe par le Bois Noir. La première route nationale est ouverte en 1824 pour relier Annecy et La Roche-sur-Foron et passe par le col d'Évires.
Une première école est créée par le curé Jean-Gaspard Cochet en juin 1687.
En 1883-1884, la ligne de chemin de fer entre Annecy et La Roche-sur-Foron est construite. Un tunnel de 1 577 m est creusé pour passer sous le col. L'électrification par caténaire est réalisée en 1951.
En 2015, un projet de fusion des communes de la communauté de communes du pays de la Fillière (CCPF) est soumis à un référendum,. L'objectif est de créer une commune suffisant forte avant la fusion de la CCPF en 2017 avec la communauté de l'agglomération d'Annecy
Un référendum a été tenu le 11 octobre 2015 sur l'ensemble des communes de la CCPF pour décider de la création d'une commune nouvelle sur les bases de la communauté de communes, pour ensuite intégrer la communauté de l'agglomération annécienne. À la suite d'un référendum, le 11 octobre 2015, la proposition de fusion à neuf est stoppée.
Finalement, la commune fusionne avec Thorens-Glières, Aviernoz, Les Ollières et Saint-Martin-Bellevue le 1er janvier 2017 pour donner naissance à la commune nouvelle appelée Fillière.

## Héraldique
| Armes de Evires | Les armes d'Évires se blasonnent ainsi : Tiercé en fasce ; au premier d'or à la croix d'azur ajourée du champ ; au second d'or chappé ployé de gueules ; au troisième d'azur à la jumelle ondée d'argent, surmontée d'un écusson de gueules à la croix d'argent brochant sur la partition. |

## Politique et administration
| Période                                  | Période   | Identité              | Étiquette | Qualité                                                     |
| ---------------------------------------- | --------- | --------------------- | --------- | ----------------------------------------------------------- |
| 1861                                     | 1870      | Émile Henry           |           |                                                             |
| 1870                                     | 1874      | Célestin Challut      |           |                                                             |
| 1874                                     | 1881      | Pierre Joseph Démolis |           |                                                             |
| 1881                                     | 1884      | Eugène Clerc          |           |                                                             |
| 1884                                     | 1888      | Pierre Joseph Démolis |           |                                                             |
| 1888                                     | 1905      | Émile Mugnier         |           |                                                             |
| 1905                                     |           | Avenant Tissot        |           |                                                             |
|                                          |           | Jean Tissot           |           |                                                             |
| avant 1988                               | mars 2008 | Claude Nanjod         | DVG       | Conseiller général du canton de Thorens-Glières (1995-2008) |
| mars 2008                                | mars 2014 | Catherine Gurliat     | DVG       | ...                                                         |
| mars 2014                                | En cours  | Joël Duperthuy        | DVD       | Professeur                                                  |
| Les données manquantes sont à compléter. |           |                       |           |                                                             |

## Jumelages
La commune d'Évires est jumelée avec : 
- Crédin (France) dans le département du Morbihan.

## Démographie
L'évolution du nombre d'habitants est connue à travers les recensements de la population effectués dans la commune depuis 1793. Pour les communes de moins de 10 000 habitants, une enquête de recensement portant sur toute la population est réalisée tous les cinq ans, les populations de référence des années intermédiaires étant quant à elles estimées par interpolation ou extrapolation. Pour la commune, le premier recensement exhaustif entrant dans le cadre du nouveau dispositif a été réalisé en 2004.

En 2014, la commune comptait 1 415 habitants, en évolution de +10,55 % par rapport à 2008 (Haute-Savoie : +6,01 %, France hors Mayotte : +2,11 %).
| 1793 | 1800 | 1806 | 1822 | 1838  | 1848  | 1858  | 1861  | 1866  |
| ---- | ---- | ---- | ---- | ----- | ----- | ----- | ----- | ----- |
| 784  | 824  | 850  | 854  | 1 133 | 1 152 | 1 166 | 1 193 | 1 128 |

| 1872  | 1876  | 1881  | 1886  | 1891  | 1896  | 1901  | 1906  | 1911  |
| ----- | ----- | ----- | ----- | ----- | ----- | ----- | ----- | ----- |
| 1 217 | 1 281 | 1 313 | 1 322 | 1 247 | 1 241 | 1 259 | 1 230 | 1 147 |

| 1921  | 1926 | 1931 | 1936 | 1946 | 1954 | 1962 | 1968 | 1975 |
| ----- | ---- | ---- | ---- | ---- | ---- | ---- | ---- | ---- |
| 1 001 | 928  | 964  | 930  | 772  | 736  | 705  | 637  | 651  |

| 1982 | 1990 | 1999  | 2004  | 2006  | 2009  | 2014  | - | - |
| ---- | ---- | ----- | ----- | ----- | ----- | ----- | - | - |
| 776  | 943  | 1 061 | 1 259 | 1 298 | 1 271 | 1 415 | - | - |

## Économie
- Agriculture, élevage, forêt.
- Commerce : une dizaine de commerces.
- Artisanat : une vingtaine d'artisans et petites entreprises.

## Équipements
- École primaire publique.

## Personnalités liées à la commune
- Curé Jean-Gaspard Cochet (1633-1708), vicaire (1663) puis curé d'Évires (1670-1708)[10].

## Lieux et monuments
- Église Saint-Jean-Baptiste.
- Musée privée de la poterie savoyarde, 2 000 pièces (voir Musée de la Poterie d'Évires).

## Évènements
- Fête du Far-West (dernier week-end de juillet, 10e en 2011).